# Manuel Lanzini
Manuel Lanzini (Ituzaingó, 15 febbraio 1993) è un calciatore argentino, centrocampista o ala del River Plate.
Nel 2012 è stato inserito nella lista dei migliori calciatori nati dopo il 1991 stilata da Don Balón.

## Carriera

### Club

#### River Plate e prestito alla Fluminense
Nato da Héctor “El Machi” Lanzini e Miriam Tejera, debutta a 17 anni, nella partita River Plate-Tigre dell'8 agosto 2010. 
Il 21 luglio 2011 diventa ufficiale il suo approdo al Fluminense Football Club in prestito con diritto di riscatto a favore della squadra brasiliana, fissato a 12 milioni. Conclude la prima parte della sua avventura brasiliana con 22 presenze e 3 gol messi a segno in campionato contro Flamengo e San Paolo.
Il 2 luglio 2012 il giocatore torna al River Plate perché il Fluminense non ha voluto riscattarne il cartellino. Il 6 agosto 2012 segna il suo primo goal con la maglia del River Plate nella sconfitta contro il Belgrano per 1 a 2. Ha poi in seguito segnato contro il Tigre il 20 agosto 2012 (partita terminata 3-2 per il River). Il suo terzo gol arriva il 9 dicembre 2012 nella partita San Martín-River 0-2. In seguito segnerà anche nel 2-0 in casa del Racing Club (partita nella quale arriva anche la sua prima ammonizione nella seconda esperienza con il River), e nel 2-1 in casa del Godoy Cruz di Martín Palermo.

#### Al Jazira
Il 9 agosto 2014 viene acquistato dall'Al-Jazira per 7,5 milioni di euro.

#### West ham
Dopo aver segnato 8 gol in 24 partite, il 22 luglio 2015 si trasferisce al West Ham con la formula del prestito con diritto di riscatto. Il 22 marzo 2016 viene riscattato dagli Hammers per circa 12 milioni di euro. In otto anni mette insieme 222 presenze e 31 gol tra Premier League e coppe.

#### Ritorno al River
Il 2 agosto 2023, dopo non avere rinnovato il proprio contratto con i londinesi, dopo nove anni fa ritorno al River Plate.
Il 21 settembre 2024 segna la rete decisiva per la vittoria del “Club Atlético River Plate nel superclasico contro il Club Atlético Boca Juniors

### Nazionale
Nel 2013 ha giocato cinque partite realizzando due reti, con la Nazionale Argentina Under-20. Viene convocato per le Olimpiadi 2016 in Brasile, ma non può parteciparvi per infortunio e viene sostituito da Cristian Pavón.
Esordisce con la Nazionale maggiore il 9 giugno 2017, nel match vinto contro il Brasile. Il 23 marzo 2018 sigla la sua prima rete con l'Albiceleste, a scapito dell'Italia. Convocato per il mondiale di Russia 2018, durante il ritiro pre-mondiale si rompe il legamento crociato, rinunciando alla partecipazione alla manifestazione.

## Statistiche

### Presenze e reti nei club
Statistiche aggiornate al 25 giugno 2025.
| Stagione           | Squadra            | Campionato         | Campionato | Campionato | Coppe nazionali | Coppe nazionali | Coppe nazionali | Coppe continentali | Coppe continentali | Coppe continentali | Altre coppe | Altre coppe | Altre coppe | Totale | Totale |
| Stagione           | Squadra            | Comp               | Pres       | Reti       | Comp            | Pres            | Reti            | Comp               | Pres               | Reti               | Comp        | Pres        | Reti        | Pres   | Reti   |
| ------------------ | ------------------ | ------------------ | ---------- | ---------- | --------------- | --------------- | --------------- | ------------------ | ------------------ | ------------------ | ----------- | ----------- | ----------- | ------ | ------ |
| 2010-2011          | River Plate        | PD                 | 22         | 0          | -               | -               | -               | -                  | -                  | -                  | -           | -           | -           | 22     | 0      |
| lug.-dic. 2011     | Fluminense         | A                  | 22         | 2          | CB              | -               | -               | CL                 | 0                  | 0                  | -           | -           | -           | 22     | 2      |
| gen.-giu. 2012     | Fluminense         | CC+A               | 9+6        | 2+1        | CB              | -               | -               | CL                 | 5                  | 0                  | -           | -           | -           | 20     | 3      |
| Totale Fluminense  | Totale Fluminense  | Totale Fluminense  | 9+28       | 2+3        |                 | 0               | 0               |                    | 5                  | 0                  |             | -           | -           | 42     | 5      |
| 2012-2013          | River Plate        | PD                 | 26         | 8          | CA              | 0               | 0               | -                  | -                  | -                  | -           | -           | -           | 26     | 8      |
| 2013-2014          | River Plate        | PD                 | 35         | 4          | CA              | 2               | 0               | CS                 | 6                  | 1                  | -           | -           | -           | 43     | 5      |
| 2014-2015          | Al-Jazira          | AGL                | 24         | 8          | FC+CdP          | 5+0             | 0               | CCG                | 1                  | 0                  | -           | -           | -           | 30     | 8      |
| 2015-2016          | West Ham           | PL                 | 26         | 6          | FACup+CdL       | 6+1             | 0               | UEL                | 1                  | 1                  | -           | -           | -           | 34     | 7      |
| 2016-2017          | West Ham           | PL                 | 35         | 8          | FACup+CdL       | 1+3             | 0               | UEL                | 0                  | 0                  | -           | -           | -           | 39     | 8      |
| 2017-2018          | West Ham           | PL                 | 27         | 5          | FACup+CdL       | 1+1             | 0               | -                  | -                  | -                  | -           | -           | -           | 29     | 5      |
| 2018-2019          | West Ham           | PL                 | 10         | 1          | FACup+CdL       | 0+0             | 0               | -                  | -                  | -                  | -           | -           | -           | 10     | 1      |
| 2019-2020          | West Ham           | PL                 | 24         | 0          | FACup+CdL       | 1+0             | 0               | -                  | -                  | -                  | -           | -           | -           | 25     | 0      |
| 2020-2021          | West Ham           | PL                 | 17         | 1          | FACup+CdL       | 3+3             | 0               | -                  | -                  | -                  | -           | -           | -           | 23     | 1      |
| 2021-2022          | West Ham           | PL                 | 30         | 5          | FACup+CdL       | 2+3             | 1+1             | UEL                | 10                 | 0                  | -           | -           | -           | 45     | 7      |
| 2022-2023          | West Ham           | PL                 | 10         | 1          | FACup+CdL       | 1+1             | 0+0             | UECL               | 11                 | 2                  | -           | -           | -           | 23     | 3      |
| Totale West Ham    | Totale West Ham    | Totale West Ham    | 179        | 27         |                 | 23              | 2               |                    | 22                 | 3                  |             | -           | -           | 225    | 32     |
| lug.-dic. 2023     | River Plate        | PD                 | -          | -          | CA+CdL          | 0+15            | 0+0             | -                  | -                  | -                  | TC          | 1           | 0           | 16     | 0      |
| 2024               | River Plate        | PD                 | 19         | 1          | CA+CdL          | 0+3             | 0+0             | CL                 | 6                  | 0                  | SA          | 0           | 0           | 28     | 1      |
| 2025               | River Plate        | PD                 | 9+1        | 0          | CA              | 0               | 0               | CL                 | 3                  | 1                  | SI+CmC      | 1+1         | 0           | 15     | 1      |
| Totale River Plate | Totale River Plate | Totale River Plate | 111+1      | 13         |                 | 20              | 0               |                    | 15                 | 2                  |             | 3           | 0           | 150    | 15     |
| Totale carriera    | Totale carriera    | Totale carriera    | 345        | 52         |                 | 49              | 2               |                    | 43                 | 5                  |             | 3           | 0           | 440    | 59     |

### Cronologia presenze e reti in nazionale
| Cronologia completa delle presenze e delle reti in nazionale ― Argentina | Cronologia completa delle presenze e delle reti in nazionale ― Argentina | Cronologia completa delle presenze e delle reti in nazionale ― Argentina | Cronologia completa delle presenze e delle reti in nazionale ― Argentina | Cronologia completa delle presenze e delle reti in nazionale ― Argentina | Cronologia completa delle presenze e delle reti in nazionale ― Argentina | Cronologia completa delle presenze e delle reti in nazionale ― Argentina | Cronologia completa delle presenze e delle reti in nazionale ― Argentina |
| Data                                                                     | Città                                                                    | In casa                                                                  | Risultato                                                                | Ospiti                                                                   | Competizione                                                             | Reti                                                                     | Note                                                                     |
| ------------------------------------------------------------------------ | ------------------------------------------------------------------------ | ------------------------------------------------------------------------ | ------------------------------------------------------------------------ | ------------------------------------------------------------------------ | ------------------------------------------------------------------------ | ------------------------------------------------------------------------ | ------------------------------------------------------------------------ |
| 9-6-2017                                                                 | Melbourne                                                                | Brasile                                                                  | 0 – 1                                                                    | Argentina                                                                | Amichevole                                                               | -                                                                        | 81’                                                                      |
| 13-6-2017                                                                | Singapore                                                                | Singapore                                                                | 0 – 6                                                                    | Argentina                                                                | Amichevole                                                               | -                                                                        | 60’                                                                      |
| 23-3-2018                                                                | Manchester                                                               | Argentina                                                                | 2 – 0                                                                    | Italia                                                                   | Amichevole                                                               | 1                                                                        |                                                                          |
| 29-5-2018                                                                | Buenos Aires                                                             | Argentina                                                                | 4 – 0                                                                    | Haiti                                                                    | Amichevole                                                               | -                                                                        | 59’                                                                      |
| 10-9-2019                                                                | San Antonio                                                              | Argentina                                                                | 4 – 0                                                                    | Messico                                                                  | Amichevole                                                               | -                                                                        | 77’                                                                      |
| Totale                                                                   |                                                                          | Presenze                                                                 | 5                                                                        |                                                                          | Reti                                                                     | 1                                                                        |                                                                          |

## Palmarès

### Club

#### Competizioni statali
- Campionato carioca: 1

Fluminense: 2012

#### Competizioni nazionali
- Campionato brasiliano: 1

Fluminense: 2012
- Campionato argentino: 1

River Plate: Final 2014
- Trofeo de Campeones de la Liga Profesional: 1

River Plate: 2023

#### Competizioni internazionali
- UEFA Conference League: 1

West Ham: 2022-2023